# The Steve Jobs Building
O The Steve Jobs Building, hoje como é chamado, consiste no edifício localizado em Emeryville, na Califórnia, onde se encontra os estúdios e a sede da Pixar Animation Studios, um dos mais prestigiados estúdios de animação computadorizada dos Estados Unidos. O prédio foi nomeado assim em homenagem ao principal acionista e braço da empresa Steve Jobs, fundador da Apple, falecido em 2011.